# دبی (کمیت)
آبدهی، بِدِه، وابار (به انگلیسی: Discharge) یا دِبی (به فرانسوی: Débit) در منابع آب به حجم آب جابجا شده از یک مقطع مشخص (رودخانه، کانال آب، دریچه سد، لوله یا هر سازه دیگر) در مدت زمان مشخص بِدِه یا دبی یا میزان آبدهی گفته می‌شود. واحد دبی m۳/s (متر مکعب بر ثانیه) است؛ که معمولاً برای اندازه‌گیری جریان استفاده می‌شود. رابطهٔ ریاضی آن به صورت زیر است:
{\displaystyle Q=A\,{\bar {v}}}
که
- {\displaystyle Q} دبی بر حسب واحد ([L۳T−۱]; m۳/s یا ft۳/s)
- {\displaystyle A} مساحت سطح مقطع ([L۲]; m۲ or ft۲)
- {\displaystyle {\bar {v}}} میانگین سرعت جریان([LT−۱]; m/s or ft/s)

| کاربرد لوله     | سرعت جریان آب  |
| --------------- | -------------- |
| شبکه‌های توزیع   | ۳ متر بر ثانیه |
| آبیاری تحت فشار | ۲ متر بر ثانیه |
| انشعابات مسکونی | ۱ متر بر ثانیه |

برای درک بهتر از سرعت و دبی آب در لوله، مثال زیر می‌تواند راهنمای خوبی باشد.
اگر لوله آب را در ۳۳ سانتی‌متری زمین به صورت افقی نگه داریم فاصله آخرین نقطه پاشش آب تا ابتدای لوله را «پرتاب افقی» یا «d» بنامیم، جدول زیر نسبت بین کمیت‌های مختلف مرتبط با این مثال را در یک لوله یک اینچ نشان می‌دهد.
حال همین لوله را به صورت عمودی قرار می‌دهیم و فاصله نقطه اوج فواره یا بالاترین ارتفاع آب تا نوک لوله را پرتاب عمودی یا h می‌نامیم.
| قطر لوله اینچ | سطح مقطع لوله cm2 | پرتاب افقی d | پرتاب عمودی h | سرعت آب در لوله متر بر ثانیه | دبی آب لیتر در ساعت |
| ------------- | ----------------- | ------------ | ------------- | ---------------------------- | ------------------- |
| ۱             | ۵                 | 25cm         | 6cm           | 1m/s                         | ۱۸۰۰                |
| ۱             | ۵                 | 10cm         | 1cm           | 0.4m/s                       | ۷۰۰                 |
| ۱             | ۵                 | 76cm         | 50cm          | 3m/s                         | ۵۴۰۰                |
| ۱             | ۵                 | 3cm          | 1mm           | 0.125m/s                     | ۲۲۰                 |

دبی آب در لوله با همان سرعت‌ها و پاشش‌های جدول فوق، برای لوله ۲ اینچ چهار برابر و برای لوله ۴ اینچ ۱۶ برابر مقادیر جدول فوق خواهد بود.